# Mihail Kalașnikov
General-locotenent Mihail Timofeevici Kalașnikov (în rusă Михаил Тимофеевич Калашников) (n. 10 noiembrie 1919, Kuria, Gubernia Altai, RSFSR - d. 23 decembrie 2013, la Ijevsk, Udmurtia, Federația Rusă) a fost un proiectant de arme de foc, cel mai cunoscut pentru crearea armelor de asalt AK-47, AKM și AK-74.

## Biografie
Născut într-o familie de țărani înstăriți (kulaci), în satul Kuria, gubernia Altai, era al 17-lea din cei 19 copii ai familiei, dintre care au supraviețuit 8. Victimă a „dekulacizării”, Mihail a cunoscut, la vârsta de 11 ani, deportarea în Siberia, împreună cu întreaga sa familie. A evadat în două rânduri, la vârstele de 15 ani și, respectiv, de 17 ani, apoi a lucrat într-un depozit al căii ferate din Turkestan.
Mihail Kalașnikov, în 1938, în vârstă de 19 ani, a intrat în serviciul militar și a urmat, la Kiev, o școală de tanchiști și și-a arătat interesul în punerea la punct a îmbunătățirilor pistolului Tokarev, turelei tancului și unui rezervor de motocicletă. Văzând aceste aptitudini, mareșalul Jukov l-a trimis să urmeze un curs de mecanică specializată în construcția tancurilor de asalt.

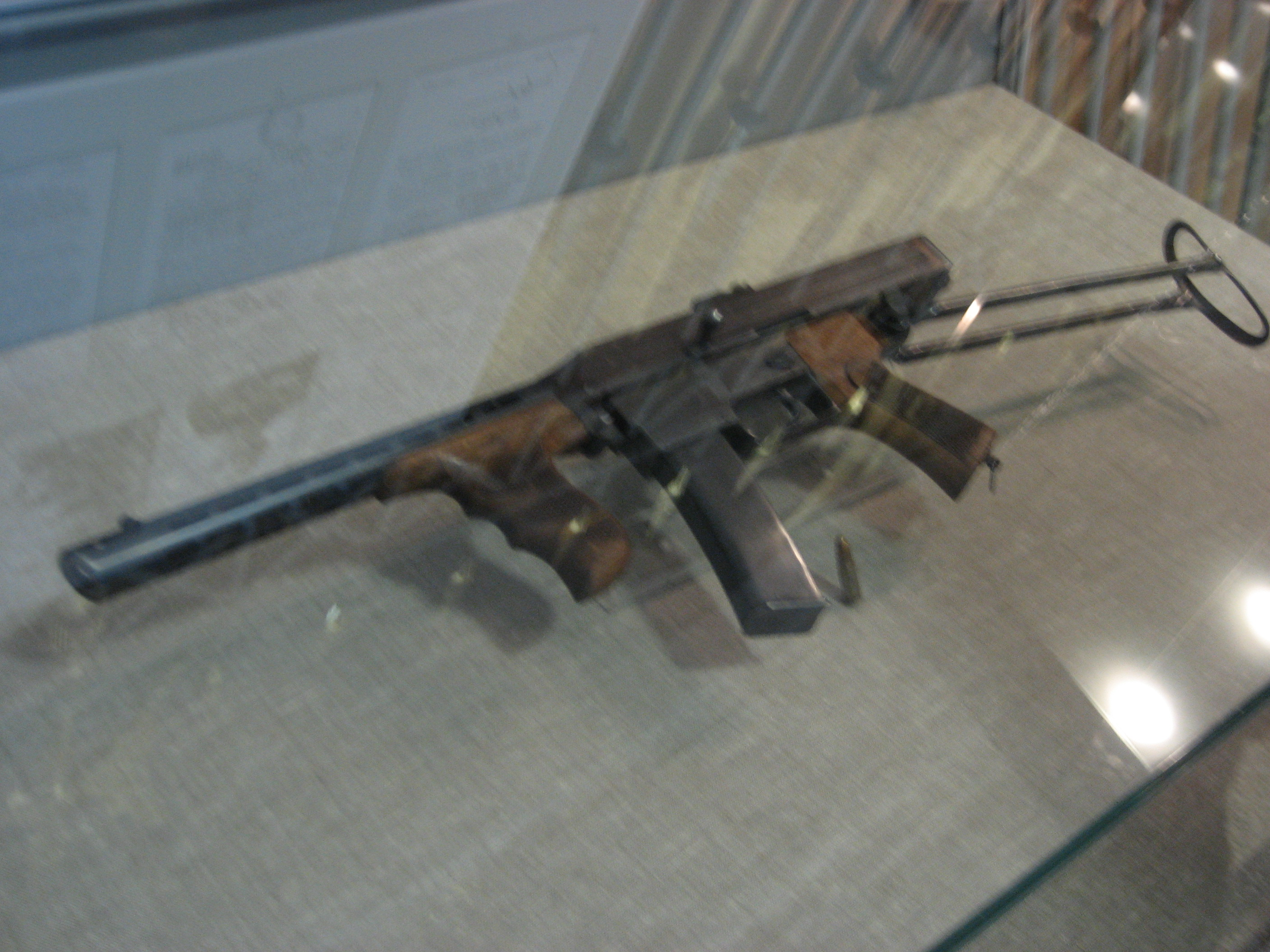
Prototipul armei AK-42

Fiind tanchist, a fost grav rănit în război, în timpul bătăliei de la Briansk (1941) unde se încerca stoparea pătrunderii germane spre Moscova. A stat mult în spital, iar în timpul convalescenței a început să deseneze modele de pistoale întrucât, în luptă, a fost izbit de superioritatea tehnică a echipamentului soldaților armatei germane. A avut ideea creării unei mici puști de asalt, fiabilă și rapidă, pe care i-a prezentat-o mareșalului de artilerie Nikolai Voronov. Acesta l-a sprijinit și l-a sfătuit să-și perfecționeze pușca-mitralieră care, în sfârșit, va fi reținută de statul sovietic pentru a fi produsă începând din 1947. Această pușcă este denumită în rusă Автомат Калашникова 1947 citit: Avtomat Kalașnikova 1947, celebra AK-47, cunoscută mai ales sub numele de Kalașnikov. Simplitatea, ușurința și fiabilitatea sa au condus-o spre un succes mondial, fiind produsă în peste o sută de milioane de exemplare, inclusiv copiile.
În anii 1950, Mihail Kalașnikov a creat o nouă armă AKM, o armă de asalt de 7,62 mm, cu denumirea completă în rusă: Автомат Калашникова Модернизированный, în traducere: „Automat Kalașnikov Modernizat”, o îmbunătățire a armei AK-47.
În total, Mihail Kalașnikov a creat aproape o sută cincizeci de arme diferite. Era, potrivit biografiei sale, omul cel mai decorat din Rusia, până la decesul său survenit la 23 decembrie 2013, (Ordinul Lenin, premiul Stalin 1949, de două medalii Erou al Muncii Socialiste). A primit titlul de doctor în științe și tehnică în 1971, avea 35 de brevete de invenție. În anul 1994 a fost ridicat la gradul de general locotenent.
A fost deputat în Sovietul Suprem al Uniunii Sovietice, sub Stalin și apoi sub Hrusciov. A trăit la Ijevsk, în Urali, unde este instalată uzina de armament „Ijmach”. A avut un fiu, Viktor, care lucra la uzina Ijmach.